# European Champions Cup (baseball)
La Coppa Europa, nota internazionalmente come European Champions Cup, è una manifestazione continentale rivolta ai migliori club europei di baseball.
La competizione si disputa annualmente dal 1963, ad eccezione dell'edizione del 1982 che non fu disputata.
Le prime edizioni furono caratterizzate da alcuni successi delle squadre spagnole, che vinsero 4 delle prime 6 edizioni. Dal 1969 in poi, ad alzare il trofeo furono solamente squadre provenienti dal campionato italiano o da quello olandese (il San Marino Baseball, pur avendo rappresentato in campo europeo la propria federazione fino all'edizione del 2018, milita comunque nel torneo italiano).
Dal 2008 la competizione è stata rinominata "European Champions Cup". La prima edizione con questa denominazione vedeva due raggruppamenti, uno a Grosseto con le aventi diritto a partecipare alla vecchia Coppa dei Campioni, l'altro a Ratisbona con le squadre che avrebbero partecipato alla vecchia Coppa CEB. Le final four di Barcellona si sono svolte fra le prime due qualificate dei due gruppi.
La formula delle Final Four era stata abbandonata a partire dal 2013, quando si adottò una serie finale al meglio delle tre gare.
A partire dal 2016 il torneo si gioca tutto nell'arco di un'unica settimana, in due sedi vicine tra loro, con semifinali e finale secca.

## Albo d'oro
| Anno                   | Primo                                            | Secondo                                          | Terzo                                            |
| European Champions Cup | European Champions Cup                           | European Champions Cup                           | European Champions Cup                           |
| ---------------------- | ------------------------------------------------ | ------------------------------------------------ | ------------------------------------------------ |
| 2023                   | HCAW Bussum                                      | Parma                                            | L&D Amsterdam                                    |
| 2022                   | Parma                                            | L&D Amsterdam                                    | Bonn                                             |
| 2021                   | Parma                                            | Bonn                                             | Bologna                                          |
| 2020                   | Non disputata a causa della pandemia di COVID-19 | Non disputata a causa della pandemia di COVID-19 | Non disputata a causa della pandemia di COVID-19 |
| 2019                   | Bologna                                          | L&D Amsterdam                                    | Neptunus                                         |
| 2018                   | Neptunus                                         | Rimini                                           | Bologna                                          |
| 2017                   | Neptunus                                         | Bologna                                          | San Marino                                       |
| 2016                   | L&D Amsterdam                                    | Rimini                                           | Bologna                                          |
| 2015                   | Neptunus                                         | Bologna                                          | Non assegnato                                    |
| 2014                   | San Marino                                       | Rimini                                           | Non assegnato                                    |
| 2013                   | Bologna                                          | Rimini                                           | Non assegnato                                    |
| 2012                   | Bologna                                          | Nettuno                                          | L&D Amsterdam                                    |
| 2011                   | San Marino                                       | Parma                                            | Bologna                                          |
| 2010                   | Bologna                                          | Heidenheim                                       | Rimini                                           |
| 2009                   | Nettuno                                          | Bologna                                          | Kinheim                                          |
| 2008                   | Nettuno                                          | San Marino                                       | Grosseto                                         |
| Coppa dei Campioni     |                                                  |                                                  |                                                  |
| 2007                   | Kinheim                                          | Rouen Huskies                                    | Rimini                                           |
| 2006                   | San Marino                                       | Grosseto                                         | Bologna                                          |
| 2005                   | Grosseto                                         | HCAW Bussum                                      | Neptunus                                         |
| 2004                   | Neptunus                                         | Bologna                                          | Draci Brno                                       |
| 2003                   | Neptunus                                         | Rimini                                           | San Marino                                       |
| 2002                   | Neptunus                                         | HCAW Bussum                                      | Nettuno                                          |
| 2001                   | Neptunus                                         | San Marino                                       | Rimini                                           |
| 2000                   | Neptunus                                         | Rimini                                           | Parma                                            |
| 1999                   | Parma                                            | Nettuno                                          | HCAW Bussum                                      |
| 1998                   | Parma                                            | Hoofddorp Pioneers                               | Draci Brno                                       |
| 1997                   | Nettuno                                          | Neptunus                                         | HCAW Bussum                                      |
| 1996                   | Neptunus                                         | Parma                                            | Nettuno                                          |
| 1995                   | Parma                                            | Neptunus                                         | Kinheim                                          |
| 1994                   | Neptunus                                         | SV ADO Den Haag                                  | Barracudas de Montpellier                        |
| 1993                   | SV ADO Den Haag                                  | Parma                                            | Paris Université Club                            |
| 1992                   | Parma                                            | Neptunus                                         | Nettuno                                          |
| 1991                   | Nettuno                                          | Haarlem Nicols                                   | Amsterdam Pirates                                |
| 1990                   | Haarlem Nicols                                   | Rimini                                           | Grosseto                                         |
| 1989                   | Rimini                                           | Haarlem Nicols                                   | Parma                                            |
| 1988                   | Parma                                            | Rimini                                           | Amsterdam Pirates                                |
| 1987                   | Parma                                            | Grosseto                                         | Amsterdam Tijgers                                |
| 1986                   | Parma                                            | Bologna                                          | Haarlem Nicols                                   |
| 1985                   | Bologna                                          | Parma                                            | Antwerp Eagles                                   |
| 1984                   | Parma                                            | Rimini                                           | Haarlem Nicols                                   |
| 1983                   | Parma                                            | Haarlem Nicols                                   | Neptunus                                         |
| 1981                   | Parma                                            | Haarlem Nicols                                   | Rimini                                           |
| 1980                   | Parma                                            | Amsterdam Tijgers                                | Rimini                                           |
| 1979                   | Rimini                                           | Parma                                            | Bologna                                          |
| 1978                   | Parma                                            | Rimini                                           | Catalunya                                        |
| 1977                   | Parma                                            | Rimini                                           | Haarlem Nicols                                   |
| 1976                   | Rimini                                           | Luchtbal                                         | Condepols Madrid                                 |
| 1975                   | Haarlem Nicols                                   | Sparta Rotterdam                                 | Condepols Madrid                                 |
| 1974                   | Nettuno                                          | Haarlem Nicols                                   | Bologna                                          |
| 1973                   | Bologna                                          | Sparta Rotterdam                                 | Luchtbal                                         |
| 1972                   | Nettuno                                          | Milano                                           | Luchtbal                                         |
| 1971                   | Milano                                           | Bologna                                          | VfR Mannheim                                     |
| 1970                   | Milano                                           | Bologna                                          | Bell                                             |
| 1969                   | Milano                                           | El Corte Inglès                                  | Picadero Barcelona                               |
| 1968                   | Picadero Barcelona                               | Piratas Madrid                                   | Darmstadt Colt 45                                |
| 1967                   | Piratas Madrid                                   | VfR Mannheim                                     | Luchtbal                                         |
| 1966                   | Haarlem Nicols                                   | Milano                                           | Nettuno                                          |
| 1965                   | Nettuno                                          | Sparta Rotterdam                                 | Picadero Barcelona                               |
| 1964                   | Piratas Madrid                                   | Nettuno                                          | Sparta Rotterdam                                 |
| 1963                   | Picadero Barcelona                               | Milano                                           | Mannheim                                         |

## Edizioni per squadra
| Pos. | Squadra                    | Finali V-P | Vinte                                                                                    | Perse                                                            |
| ---- | -------------------------- | ---------- | ---------------------------------------------------------------------------------------- | ---------------------------------------------------------------- |
| 1.   | Parma Baseball             | 15-6       | 1977, 1978, 1980, 1981, 1983, 1984, 1986, 1987, 1988, 1992, 1995, 1998, 1999, 2021, 2022 | 1979, 1985, 1993, 1996, 2011, 2023                               |
| 2.   | Neptunus                   | 10-3       | 1994, 1996, 2000, 2001, 2002, 2003, 2004, 2015, 2017, 2018                               | 1992, 1995, 1997                                                 |
| 3.   | Nettuno Baseball           | 7-3        | 1965, 1972, 1974, 1991, 1997, 2008, 2009                                                 | 1964, 1999, 2012                                                 |
| 4.   | Fortitudo Baseball Bologna | 6-7        | 1973, 1985, 2010, 2012, 2013, 2019                                                       | 1970, 1971, 1986, 2004, 2008, 2015, 2017                         |
| 5.   | San Marino Baseball Club   | 3-2        | 2006, 2011, 2014                                                                         | 2001, 2010                                                       |
| 5.   | Milano Baseball            | 3-3        | 1969, 1970, 1971                                                                         | 1963, 1966, 1972                                                 |
| 5.   | Haarlem Nicols             | 3-5        | 1966, 1975, 1990                                                                         | 1974, 1981, 1983, 1989, 1991                                     |
| 5.   | Rimini Baseball            | 3-11       | 1976, 1979, 1989                                                                         | 1977, 1978, 1984, 1988, 1990, 2000, 2003, 2013, 2014, 2016, 2018 |
| 9.   | Picadero Barcelona         | 2-0        | 1963, 1968                                                                               |                                                                  |
| 10.  | Piratas Madrid             | 2-1        | 1964, 1967                                                                               | 1968                                                             |
| 11.  | ADO Deen Haag              | 1-1        | 1993                                                                                     | 1994                                                             |
| 11.  | Kinheim                    | 1-1        | 2007                                                                                     | 2009                                                             |
| 13.  | L&D Amsterdam              | 1-2        | 2016                                                                                     | 2019, 2022                                                       |
| 13.  | HCAW Bussum                | 1-2        | 2023                                                                                     | 2002, 2005                                                       |
| 15.  | Bbc Grosseto               | 1-3        | 2005                                                                                     | 1987, 2006, 2008                                                 |
| 16.  | Hoofddorp Pioneers         | 0-1        |                                                                                          | 1998                                                             |
| 16.  | Luchtbal                   | 0-1        |                                                                                          | 1976                                                             |
| 16.  | Rouen Huskies              | 0-1        |                                                                                          | 2007                                                             |
| 16.  | VfR Mannheim               | 0-1        |                                                                                          | 1967                                                             |
| 16.  | Amsterdam Tijgers          | 0-1        |                                                                                          | 1980                                                             |
| 16.  | Bonn Capitals              | 0-1        |                                                                                          | 2021                                                             |
| 22.  | Sparta Rotterdam           | 0-3        |                                                                                          | 1965, 1973, 1975                                                 |

## Medagliere per nazione
| Pos. | Nazione     | Vittorie | Secondi posti | Terzi posti | Totale |
| 1    | Italia      | 35       | 31            | 20          | 86     |
| 2    | Paesi Bassi | 17       | 17            | 16          | 50     |
| 3    | Spagna      | 4        | 2             | 5           | 11     |
| 4    | San Marino  | 3        | 2             | 2           | 7      |
| 5    | Germania    | -        | 3             | 3           | 6      |
| 6    | Belgio      | -        | 1             | 5           | 6      |
| 7    | Francia     | -        | 1             | 2           | 3      |
| 8    | Rep. Ceca   | -        | -             | 2           | 2      |